# James Krüss
James Krüss (født 31. maj 1926 på Helgoland, død 2. august 1997 på Gran Canaria) var en tysk-nordfrisisk forfatter. 
Krüss voksede op på friserøen Helgoland. Men allerede i 1941 blev familien evakueret til Thüringen og senere Saksen i Østtyskland. I de sidste krigsmåneder meldte han sig frivilligt til det tyske luftværn. Efter krigen uddannede han sig som folkeskolelærer i Lüneburg, uden nogensinde at arbejde i denne sektor. I stedet begyndte han at skrive. Allerede i 1949 udkom sin første bog Der goldene Faden (på dansk Den gyldne tråd). I 1948 grundlagte han tidskriftet Helgoland, som rettede sig mod fra øen fordrevne helgolændere. Siden 1956 skrev han blandt andet radioteater og digte for børn. Samme år udgav han børnebogen Der Leuchtturm auf den Hummerklippen (på dansk Fyrtårnet på Hummerklipperne). 1962 publicerede han sin mest kendte bog Timm Thaler. I 1968 fik han H.C. Andersen-medaljen. Han stod blandt andet i kontakt med Astrid Lindgren. 
På Helgoland er der et museum om James Krüss.

## Eksterne kilder
- Biografi på deutsche-biographie.de (tysk)
- Kalenderblatt des Deutschlandfunks zum 10. Todestag (tysk)